# ESSEC Business School
ESSEC Business School (ESSEC = École supérieure des sciences économiques et commerciales) är en europeisk handelshögskola som verkar i Cergy, La Défense, Singapore, Rabat och Mauritius. Skolan grundades år 1907.
År 2018 låg ESSEC på åttonde plats bland Financial Times rankinglista på europeiska handelshögskolor. Skolans Master in Management program nådde fjärde plats i världen på både Financial Times globala rankinglista och QS University Rankings globala rankinglista 2018. Skolans Executive MBA program är rankat nummer 21 i världen. Skolans BBA-program (Bachelor of Business Administration) är konsekvent rankat som det främsta kandidatprogrammet i företagsekonomi i Frankrike. 
Alla ESSEC-program är internationellt trippelackrediterade av AMBA, EQUIS och AACSB. Bland skolans alumner finns ett antal framstående affärsmän och politiker, till exempel diplomaten Jean-Pierre Lacroix.